# Marshall (Minnesota)
Marshall település az Amerikai Egyesült Államok Minnesota államában, Lyon megyében, melynek megyeszékhelye is. Lakosainak száma 13 628 fő (2020. április 1.).

## Népesség
A település népességének változása:

| 2010 | 13 680 |
| 2020 | 13 628 |